# Pesnya goda
Pesnya goda (em russo:  Песня года), que significa Canção do Ano, é um festival anual de música e gala televisionado na Rússia, homenageando músicas de destaque do ano anterior. O evento começou no período soviético e, antes da dissolução da URSS, também incluía canções em outros idiomas além do russo.
Realizado pela primeira vez em 1971, tornou-se o principal evento do ano para cantores e grupos musicais soviéticos. Pesnya goda é tradicionalmente gravado em dezembro e exibido na televisão no início de janeiro, como parte das festividades de Ano Novo. O Programa Um (mais tarde Perviy Kanal) foi a emissora oficial em 2004; o festival agora é transmitido na Russia-1.

## História
Em muitos aspectos, a história do Pesnya goda refletiu a história da antiga União Soviética. As canções selecionadas para os festivais iniciais foram rigorosamente censuradas e exigidas para serem consistentes com as normas sociais estabelecidas pelo Partido Comunista. Os artistas eram todos graduados do conservatório, com boa reputação, reputação imaculada e aparência conservadora; o mesmo caso caiu também para os VIAs cujas músicas também foram apresentadas. Com o tempo, à medida que a sociedade soviética se tornou mais liberal e na década de 1980, durante a era da perestroika, o festival começou a incluir uma gama mais ampla de estilos musicais, letras de músicas e artistas. Em 1971 e 1972 foi ao ar em preto e branco e em videoteipe; a partir de 1973, o programa foi pré-gravado em cores e hoje é filmado em vídeo digital e alta definição.
Na década de 1990, após o colapso da União Soviética, o festival Pesnya goda renasceu em 1993 e tornou-se parte da tradição de Ano Novo da nova sociedade, proporcionando uma fuga às duras realidades socioeconómicas da vida na Rússia na década de 1990. Na década de 2000, o festival se tornou uma extravagância televisiva apresentando os artistas populares e de maior sucesso comercial da música pop e rock russa.
Todos os artistas incluídos na final televisiva do festival são considerados “vencedores” e assim referidos nos meios de comunicação social. Os dois artistas que mais receberam inclusões no Pesnya goda são Lev Leschenko, que esteve no 48º festival (todos os anos de 1971 a 2022, exceto 1989, 2005 e 2007), e Sofia Rotaru, que esteve no 46º festival todos os anos. de 1973 a 2021, exceto 2002. Outros artistas que foram vencedores perenes do Pesnya goda incluem Iosif Kobzon (41 vezes), Valentina Tolkunova, Edita Piekha, Laima Vaikule, Igor Nikolayev, Irina Allegrova e Alla Pugacheva.
Os anfitriões mais conhecidos do festival são Angelina Vovk e Yevgeni Menishov, que o acolheram de 1988 a 2006; Anna Shilova e Igor Kirillov, que o acolheram de 1971 a 1975; e Svetlana Zhiltsova e Alexander Maslyakov, que o hospedaram de 1976 até 1979. Os anfitriões mais recentes são Lera Kudryavtseva e Sergey Lazarev, que são os anfitriões desde 2007.
Até 1991, o festival foi realizado na Sala de Concertos do Centro Técnico Ostankino, com exceção de 1985, quando foi realizado no Palácio dos Esportes do Dínamo. Após a dissolução da União Soviética, Pesnya goda mudou-se para o Palácio Estatal do Kremlin do até 2005 e depois para o Olimpiisky Indoor Arena.
A primeira música rap apresentada no festival veio em 2019, com a performance rap do cantor pop russo Egor Kreed (com o popular cantor Philipp Kirkorov).
Em 2021, aniversário de 50 anos do festival, Pesnya goda realizou um evento especial de jubileu de ouro.